# اردشیر نوریان
اردشیر نوریان دهکردی (زادهٔ ۸ مهر ۱۳۴۵ در شهرکرد)، چهرهٔ اعتدالگرا از ائتلاف امید و نمایندهٔ دورهٔ دهم مجلس شورای اسلامی از حوزهٔ انتخابیهٔ شهرکرد، سامان و بن در استان چهارمحال و بختیاری بود. وی در مجلس دهم عضو کمیسیون امنیت ملی و سیاست خارجی مجلس شورای اسلامی است.
پیش از او، سید سعید زمانیان نمایندگی مردم شهرکرد، سامان و بن را در مجلس نهم بر عهده داشت.

## نمایندگی دوره دهم مجلس شورای اسلامی
اردشیر نوریان در سال ۱۳۹۴ وارد عرصه رقابت نمایندگی مجلس شورای اسلامی در شهرکرد شد. نوریان با شعار راه روشن همین حوالی است… و با کلید واژه تعاون که مخفف کلمات تخصص گرایی، عدالت محوری، ارزش مداری، وفاق گرایی و نوگرایی بود توانست محبوب تر از هفت نامزد دیگر در این حوزه با کسب ۴۲ هزار و ۱۵۲ رأی معادل ۲۷/۷٪ کل آرا در تاریخ ۷ اسفند ۱۳۹۴، به عنوان نماینده مردم شهرکرد، سامان و بن انتخاب شود. در این انتخابات صادق سلیمی بنی با کسب ۳۳ هزار و ۳۷۱ رأی و سید سعید زمانیان با کسب ۳۲ هزار و ۶۹۹ رأی از دیگر کاندیدهای حوزه انتخابی شهرکرد، بن و سامان به‌شمار می‌رفتند.
اردشیر نوریان پیش از این نیز در نهمین دوره انتخابات مجلس شورای اسلامی در همین حوزه شرکت کرده بود و توانسته بود در سال ۱۳۹۰ نیز، ۳۵٬۱۱۸ رای را کسب کند.

### نتیجه تفکیکی آرای دهمین دوره انتخابات مجلس شورای اسلامی[۴]
جدول آرای حوزه شهرکرد، هفشجان، سامان، بن، فرخشهر و لاران
| ۱     | اردشیر نوریان دهکردی    | اعتدالگرا | امید اعتدال و توسعه        | ۴۲٬۱۵۲  | برنده      |
| ۲     | صادق سلیمی بنی          | اصولگرا   | جبهه پایداری               | ۳۳٬۳۷۱  | رای نیاورد |
| ۳     | سید سعید زمانیان دهکردی | اصولگرا   | ائتلاف اصولگرایان          | ۳۲٬۶۹۹  | رای نیاورد |
| ۴     | حسین نافیان دهکردی      | اصولگرا   | اصولگرا                    | ۲۳٬۹۷۸  | رای نیاورد |
| ۵     | جواد صدیقی هفشجانی      | مستقل     | مستقل                      | ۹٬۱۱۸   | رای نیاورد |
| ۶     | عبدالله علیمحمدی نافچی  | اصولگرا   | اصولگرا                    | ۵٬۴۹۶   | رای نیاورد |
| ۷     | رحمان کرمی اشکفتکی      | اصولگرا   | اصولگرا طرفداران احمدی‌نژاد | ۴٬۴۶۸   | رای نیاورد |
| ۸     | رضا رضایی سرتشنیزی      |           |                            | ۷۶۸     | رای نیاورد |
| مجموع | کل آرا                  |           |                            | ۱۵۲٬۰۵۰ |            |

## سوابق مدیریتی[۵]
| ردیف | منصب                                                         | سال             |
| ---- | ------------------------------------------------------------ | --------------- |
| ۱    | مدیر عامل شرکت نوسازی عباس‌آباد تهران                         | ۱۳۹۴–۱۳۹۲       |
| ۲    | شهردار منطقه ۱۴ تهران                                        | ۱۳۹۲–۱۳۹۱       |
| ۳    | شهردار شهرکرد                                                | ۱۳۸۸            |
| ۴    | مدیرکل سیاسی انتظامی استانداری چهارمحال و بختیاری            | ۱۳۷۷–۱۳۷۵       |
| ۵    | عضو هیئت دیپلماتیک سفارت جمهوری اسلامی در بوسنی و هرزگوین    | ۱۳۸۴–۱۳۸۱       |
| ۶    | مشاور اجرایی استاندار چهارمحال و بختیاری                     | ۱۳۷۴            |
| ۷    | سرپرست حراست استانداری چهارمحال و بختیاری                    | ۱۳۷۶            |
| ۸    | عضو هیئت رسیدگی به تخلفات اداری استانداری چهارمحال و بختیاری | ۱۳۷۷–۱۳۷۵       |
| ۹    | دبیر شورای هماهنگی مبارزه با مواد مخدر                       | ۱۳۷۶            |
| ۱۰   | عضو هیئت امنا خانه صنعت ایران                                | ۱۳۹۲-ادامه دارد |
| ۱۱   | نایب رئیس هیئت مدیره شرکت سرمایه‌گذاری زاگرس                  | ۱۳۸۰–۱۳۷۸       |
| ۱۲   | عضو هیئت رئیسه فدراسیون هندبال کشور                          | ۱۳۹۱-ادامه دارد |
| ۱۳   | رئیس هیئت عامل بانک شهر استان سیستان و بلوچستان              | ۱۳۹۱–۱۳۸۸       |
| ۱۴   | رئیس هیئت مدیره شرکت نورسیم                                  | ۱۳۸۰–۱۳۷۸       |
| ۱۵   | رئیس هیئت مدیره شرکت شقایق                                   | ۱۳۸۰–۱۳۷۸       |
| ۱۶   | نایب رئیس شورای سازمان بهسازی و نوسازی شهرکرد                | ۱۳۸۸            |
| ۱۷   | نایب رئیس سازمان تاکسیرانی شهرکرد                            | ۱۳۸۸            |
| ۱۸   | رئیس شورای سازمان فضای سبز شهرکرد                            | ۱۳۸۸            |
| ۱۹   | رئیس شورای سازمان میدان‌ها میوه و تره شهرکرد                  | ۱۳۸۸            |
| ۲۰   | رئیس شورای سازمان آتش‌نشانی شهرکرد                            | ۱۳۸۸            |
| ۲۱   | رئیس هیئت دوچرخه سواری استان سیستان و بلوچستان               | ۱۳۹۱–۱۳۸۸       |
| ۲۲   | مشاور مدیرعامل بانک سپه                                      | ۱۳۹۲            |

## سوابق علمی[۵]
۱

۲

| ردیف                                      | مقطع/گرایش                     | محل تحصیل             | سال       |
| ----------------------------------------- | ------------------------------ | --------------------- | --------- |
| ۱                                         | لیسانس علوم سیاسی              | دانشگاه تهران         | ۱۳۸۶–۱۳۷۲ |
| ۱                                         | لیسانس علوم نظامی              | دانشگاه امام حسین (ع) | ۱۳۷۴      |
| فوق لیسانس دیپلماسی و سازمان‌های بین‌المللی | دانشگاه روابط وزارت امور خارجه | ۱۳۷۶–۱۳۷۳             |           |
| دکتری روابط بین‌الملل                      | دانشگاه تهران                  | ۱۳۹۱                  |           |
| دکتری مطالعات امنیت ملی                   | دانشگاه عالی دفاع ملی          | پایان دوره نظری       |           |

## سوابق تدریس[۵]
| ردیف | عنوان                                                        | محل تدریس                       | سال       |
| ---- | ------------------------------------------------------------ | ------------------------------- | --------- |
| ۱    | اصول علم سیاست                                               | دانشگاه پیام نور شهرکرد         | ۱۳۷۶–۱۳۷۵ |
| ۲    | تاریخ عقاید سیاسی                                            | دانشگاه پیام نور شهرکرد         | ۱۳۷۶–۱۳۷۵ |
| ۳    | انقلاب سیاسی ایران                                           | دانشگاه آزاد اسلامی-واحد شهرکرد | ۱۳۹۰–۱۳۸۸ |
| ۴    | ژئوپلیتیک                                                    | دانشگاه پیام نور شهرکرد         | ۱۳۹۰–۱۳۸۸ |
| ۵    | سازمانهای محلی و اداری                                       | دانشگاه پیام نور شهرکرد         | ۱۳۹۰–۱۳۸۸ |
| ۶    | مبانی دفاع مقدس                                              | دانشگاه آزاد اسلامی-واحد شهرکرد | ۱۳۹۰–۱۳۸۸ |
| ۷    | آسیبهای اجتماعی                                              | مرکز علمی کاربردی               | ۱۳۹۱–۱۳۹۰ |
| ۸    | آشنایی با قوانین و مقررات داخلی و بین‌المللی دربارهٔ مواد مخدر | مرکز علمی کاربردی               | ۱۳۹۱–۱۳۹۰ |

## آثار علمی، سیاسی و اجتماعی[۵][۶]

### مقالات
| ردیف | عنوان مقاله                                            | انتشارات                                | سال  |
| ۱    | مبارزه با تروریسم گامی تازه برای استیلا بر جهان        | مجله جهان اسلام مؤسسه اندیشه سازمان نور | ۱۳۸۰ |
| ۲    | منازعه و همکاری: نقش قدرت در صلح و امنیت بین‌المللی     | مجله سیاسی خارجی وزارت خارجه            | ۱۳۸۷ |
| ۳    | ادراک و اعتبار گرائی در نظریه‌های امنیتی                | مجله علوم سیاسی دانشگاه باقرالعلوم      | ۱۳۸۷ |
| ۴    | برنامه‌ریزی در سیاست خارجی: تحلیلی بر سند چشم‌انداز ۱۴۰۴ | مجله راهبرد                             | ۱۳۸۹ |
| ۵    | یکجانبه گرایی آمریکا و تأثیر آن بر قدرت ملی ایران      | مجله علوم سیاسی دانشگاه باقرالعلوم      | ۱۳۸۷ |
| ۶    | بررسی روابط استراتژیک ایران و روسیه                    | مجله مطالعات جنگ                        | ۱۳۷۸ |

| ۱  | تحریم اقتصادی و پیامدهای امنیتی آن (مورد ایران)                                                               | دانشگاه دفاع ملی          | ۱۳۸۷ |
| ۲  | محیط امنیتی ایران و امارات: تحلیلی بر راهبردهای امنیتی                                                        | دانشگاه دفاع ملی          | ۱۳۸۷ |
| ۳  | روابط ایران و ایالات متحده بعد از ۱۱ سپتامبر دیدگاه‌ها و مسایل                                                 | دانشگاه تهران             | ۱۳۸۶ |
| ۴  | ملت‌سازی و امنیت ملی                                                                                           | دانشگاه دفاع ملی          | ۱۳۸۷ |
| ۵  | نقش ملاحظات امنیتی در همگرایی منطقه‌ای در خاور میانه                                                           | دانشگاه دفاع ملی          | ۱۳۸۷ |
| ۶  | همکاری و منازعه در روابط بین‌الملل: نگاهی به نظریه سازه انگارانه " الکساندر ونت "                              | دانشگاه تهران             | ۱۳۸۶ |
| ۷  | مفهوم و توزیع قدرت در پست مدرنیسم از دیدگاه میشل فوکو                                                         | دانشگاه تهران             | ۱۳۸۷ |
| ۸  | مرزهای اجرایی امنیت در مکتب کپنهاک                                                                            | دانشگاه دفاع ملی          | ۱۳۸۶ |
| ۹  | محاصره غزه: ماهیت بحران؛ نقض حقوق بشر و راهکارها                                                              | دانشگاه دفاع ملی          | ۱۳۸۷ |
| ۱۰ | دیپلماسی احیاءآمیز و کاربرد نیروهای مسلح در سیاست خارجی: مدل تحلیلی سیاست آمریکا در برابر جمهوری اسلامی ایران | دانشگاه دفاع ملی          | ۱۳۸۷ |
| ۱۱ | تضعیف وحدت ملی ایران: تداوم راهبرد ملت‌سازی شوروی در آذربایجان                                                 | دانشگاه دفاع ملی          | ۱۳۸۶ |
| ۱۲ | تأملی به مدیریت بحران در خاورمیانه                                                                            | دانشگاه دفاع ملی          | ۱۳۸۷ |
| ۱۳ | سرمایه اجتماعی و نقش آن در مقابله با تهدیدات نرم                                                              | دانشگاه دفاع ملی          | ۱۳۸۶ |
| ۱۴ | برنامه‌ریزی در سیاست خارجی (به دو زبان)                                                                        | مرکز مطالعات استراتژیک    | ۱۳۹۰ |
| ۱۵ | جایگاه مؤلفه دفاعی – امنیتی در تحکیم و توسعه اقتدار ملی از منظر امام خمینی و آیت الله خامنه‌ای                 | پژوهشهای سیاسی جهان اسلام | ۱۳۹۳ |

### کتاب
| ردیف | عنوان                                                    | ناشر                                | وضعیت نشر    |
| ۱    | شناخت پدیده وهابیت در نوار مرزی ایران                    | ستاد کل نیروهای مسلح معاونت تحقیقات | انتشار محدود |
| ۲    | ترجمه نقش آمریکا در ملت‌سازی از آلمان تا عراق             | موسسه مطالعات اندیشه سازان          | منتشر شده‌است |
| ۳    | معرفی و نقد کتاب: نقش آمریکا در ملت‌سازی از آلمان تا عراق | مجله مطالعات ملی                    | منتشر شده‌است |

### ترجمه
| ردیف | عنوان                                                            | انتشارات         | سال  |
| ۱    | دانش به مثابه قدرت: علم؛ سلطه نظامی و اقدامات امنیتی ایلات متحده | دانشگاه دفاع ملی | ۱۳۸۷ |
| ۲    | تفسیری نو از رئالیسم: تبارشناسی: نشانه‌شناسی؛ سرعت‌شناسی           | دانشگاه تهران    | ۱۳۸۶ |
| ۳    | محیط استراتژیک                                                   | دانشگاه تهران    | ۱۳۸۶ |
| ۴    | تئوری بیان می‌کند: منطق استراتژیک                                 | دانشگاه تهران    | ۱۳۸۶ |
| ۵    | گروه اندیشی                                                      | دانشگاه تهران    | ۱۳۸۶ |
| ۶    | توهم تک قطبی آمریکا                                              | دانشگاه دفاع ملی | ۱۳۸۷ |

### پایان‌نامه
| ردیف | عنوان | دانشگاه                            | سال  |
| ۱    | تألیف پایان‌نامه کارشناسی ارشد با موضوع: همگرایی منطقه‌ای در دریای خزر و نقش کشورهای ساحلی                    | دانشکده روابط بین‌الملل وزارت خارجه | ۱۳۷۶ |
| ۲    | استاد داور پایان‌نامه ارشد با موضوع: سیاست خارجی آمریکا در خاورمیانه                                         | دانشگاه امام حسین (ع)              | ۱۳۸۶ |
| ۳    | استاد مشاور در پایان‌نامه ارشد با موضوع: نقش دیتون در ملت‌سازی بوسنی و هرزگوین                                | دانشگاه امام حسین (ع)              | ۱۳۸۸ |
| ۴    | استاد مشاور در پایان‌نامه ارشد با موضوع: نقش سازمان‌های بین‌المللی در نظام تعلیم و تربیت افغانستان             | دانشگاه امام حسین (ع)              | ۱۳۸۶ |
| ۵    | مدیر پروژه مطالعاتی: بررسی کارکردهای امنیتی سازمان‌های منطقه‌ای                                               | دانشگاه امام حسین (ع)              | ۱۳۸۸ |
| ۶    | تألیف گزارش پژوهشی: سازمان " آسه آن " کارکردهای امنیتی آن                                                   | دانشگاه امام حسین (ع)              | ۱۳۸۸ |
| ۷    | ناظر علمی پروژه تحقیقاتی آینده بوسنی و روابط ایران و آمریکا                                                 | موسسه مطالعاتی اندیشه سازان نور    | ۱۳۸۷ |
| ۸    | ناظر علمی پروژه تحقیقات: مسلمانان اروپا                                                                     | موسسه مطالعاتی اندیشه سازان نور    | ۱۳۸۸ |
| ۹    | استاد مشاور در پایان‌نامه دینامیک قدرت و تعارض سطح سیستم                                                     | دانشگاه تهران                      | ۱۳۹۳ |
| ۱۰   | تأثیر تحولات داخلی به امنیت شبکه‌های منطقه‌ای (مطالعه موردی تأثیر تحولات سوریه بر امنیت شبکه‌ای) – استاد مشاور | دانشگاه تهران                      | ۱۳۹۳ |

## جوایز
اردشیر نوریان برنده جوایز مختلفی بوده‌است که از جمله می‌توان به این موارد اشاره کرد:
- نشان عالی مدیر سال ۱۳۹۴ کشور
- نشان چهره ماندگار مدیریت کسب و کار سال ۱۳۹۵ کشور